# Павиљони
Павиљони су најстарији стамбени део Новог Београда.
Састоји се претежно од петоспратница чија је фасада у соцреалистичком архитектонском стилу.
Павиљони су смештени између улица Александра Дубчека на северу и Гоце Делчева на југу, те Тошиног бунара на западу и Отона Жупанчича на истоку, тј. обухватају блокове 7, 7а, 8 и 8а.
Најзначајнији и најпознатији објекат у том кварту, свакако, је дечја болница Институт за мајку и дете, а ту су и основне школе Марко Орешковић и Надежда Петровић (бивша Жикица Јовановић-Шпанац) и неколико дечјих вртића.